# A budapesti Szent István körút épületeinek listája
Az alábbi lista a budapesti Nagykörút Szent István körúti részének épületeit tartalmazza.

## Számozási rendszere
A Nagykörút teljes hossza a Margit hídtól a Petőfi hídig 4141 méter. Számozásának iránya, a páros-páratlan oldalak váltakoznak. Egyes részeinek hossza és számozása az alábbi módon alakul:
- Szent István körút: 553 m, Jászai Mari tér – Nyugati tér:
1–29. (Balassi B. u. > Bajcsy-Zs. út), 2–30. (Pozsonyi u. > Váci út.)
- Teréz körút: 1054 m, Nyugati tér – Király u.:
57–1. (Nyugati pu. < Andrássy út), 62–2. (Jókai u. < Andrássy út)
- Erzsébet körút: 764 m, Király u. – Blaha Lujza tér:
53–1. (Városliget felőli, külső oldal), 58–2. (Duna felőli, belső oldal)
- József körút: 1223 m, Blaha Lujza tér – Üllői út:
3[1]–87. (Duna felőli, belső oldal), 2–86. (Rákóczi tér felőli, külső oldal)
- Ferenc körút: 556 m, Üllői út  – Boráros tér:
45–1. (Üllői út < Soroksári út), 58–2. (Angyal István park < Ráday utca)

A Nagykörút szélessége teljes hosszában 37,92 méter, így felülete 157 027 m2. Mérete a mindössze 124 944 m2 területű Városmajorral összehasonlítva könnyen érzékeltethető.
A körút tengerszint feletti legmagasabb pontja a Nyugati pályaudvar előtt van, 106,09 méterrel a tenger szintje felett. (A Duna normál szintjéhez viszonyítva 10,69 méter magasan.) Ettől a ponttól az út nyomvonala mindkét híd irányába egyaránt lejt, a József körút közepe táján 104,16 méter, míg a legalacsonyabb pontját a Boráros térnél elérve, 103,33 méteres tengerszint feletti magasságon. A 2,76 méteres terepkülönbséget – ekkora távolságban – az emberi szem nem érzékeli. A magassági viszonyok a körút alatt húzódó főgyűjtőcsatorna esését megfelelően tudják tehát biztosítani.
A házszámozás a Nagykörút két vége, vagyis a Duna felől, illetve középen a Blaha Lujza tértől növekvő irányú. A Nyugati térnél és az Üllői útnál megfordul, tehát innen a számok csökkennek. Az irány megváltozásával a páros-páratlan oldalak is felcserélődnek, vagyis a Szent István krt., József krt. külső oldala páros, míg a Teréz krt., Erzsébet krt., Ferenc krt. belső, Kiskörút felőli oldala.

## 1–10.
| Kép | Házszám | Név                            | Építés ideje | Tervező                             | Megjegyzés | További képek a Wikimédia Commonson |
| --- | ------- | ------------------------------ | ------------ | ----------------------------------- | ---------- | ----------------------------------- |
|     | 1.      | Gaál-bérház                    | 1899–1903    | Gaál Bertalan                       |            |                                     |
|     | 2.      | Foglár-bérház                  | 1898–1899    | Kauser Gyula                        |            |                                     |
|     | 3.      | Müller-bérház                  | 1903         | tervező nem ismert                  |            |                                     |
|     | 4.      | Weiss-bérház                   | 1904         | Kármán Géza Aladár és Ullmann Gyula |            |                                     |
|     | 5.      | Nádor-udvar                    | 1901         | Heidelberg Sándor és Jónás Dávid    |            |                                     |
|     | 6-8.    | Weisz-bérház                   | 1894         | Hudetz János                        |            |                                     |
|     | 7.      | Budapest Székesfőváros bérháza | 1901–1902    | Szabó Gyula                         |            |                                     |
|     | 9.      | Haggenmacher-bérház            | 1897         | Hubert József                       |            |                                     |
|     | 10.     | Weisz-bérház                   | 1903–1904    | Kármán Géza Aladár és Ullmann Gyula |            |                                     |

## 11–20.
| Kép | Házszám | Név                            | Építés ideje | Tervező                             | Megjegyzés | További képek a Wikimédia Commonson |
| --- | ------- | ------------------------------ | ------------ | ----------------------------------- | ---------- | ----------------------------------- |
|     | 11.     | Haggenmacher-bérház            | 1897–1898    | Hubert József                       |            |                                     |
|     | 12.     | Amon-bérház                    | 1900         | Kármán Géza Aladár és Ullmann Gyula |            |                                     |
|     | 13.     | Haggenmacher-bérház            | 1898         | Gaál Bertalan                       |            |                                     |
|     | 14.     | Vígszínház                     | 1896         | Hermann Helmer és Ferdinand Fellner |            |                                     |
|     | 15.     | Haggenmacher-bérház            | 1898         | Gaál Bertalan                       |            |                                     |
|     | 16.     | Wellisch-bérház                | 1898–1899    | Wellisch Alfréd vagy Hegedűs Ármin  |            |                                     |
|     | 17.     | Budapest Székesfőváros bérháza | 1901         | Orczy Gyula                         |            |                                     |
|     | 18.     | Jellinek-bérház                | 1895–1896    | Pucher József                       |            |                                     |
|     | 19.     | bérház                         | 1895         | talán Pucher József                 |            |                                     |
|     | 20.     | Amon-bérház                    | 1897         | Gaál Bertalan                       |            |                                     |

## 21–30.
| Kép | Házszám | Név                                          | Építés ideje | Tervező                         | Megjegyzés                                                                     | További képek a Wikimédia Commonson |
| --- | ------- | -------------------------------------------- | ------------ | ------------------------------- | ------------------------------------------------------------------------------ | ----------------------------------- |
|     | 21.     | Herz–Herczog-bérház                          | 1886         | Ray Rezső Lajos                 |                                                                                |                                     |
|     | 22.     | A Budapesti Közúti Vaspálya Társaság bérháza | 1894         | Peterek Lajos és Wagner Marcell |                                                                                |                                     |
|     | 23.     | Pillitz-bérház                               | 1891         | Lederer G.                      |                                                                                |                                     |
|     | 24.     | Keleti-bérház                                | 1888         | Paulheim József                 |                                                                                |                                     |
|     | 25.     | Hudetz-bérház                                | 1889–1890    | Hudetz János                    |                                                                                |                                     |
|     | 26.     | Paulheim-bérház                              | 1887–1888    | Paulheim József                 |                                                                                |                                     |
|     | 27.     | Paulheim-bérház                              | 1890         | Paulheim Ferenc                 |                                                                                |                                     |
|     | 28.     | Floch-bérház                                 | 1890–1891    | Hirsch József                   |                                                                                |                                     |
|     | 29.     | bérház                                       | 1890 k.      | Paulheim József                 |                                                                                |                                     |
|     | 30.     | Keleti-bérház                                | 1887         | Paulheim József                 | 1927-ben épült rá a 4. és 5. emelete Sós Aladár és Jakab Dezső tervei alapján. |                                     |

## 31–32.
| Kép | Házszám                          | Név             | Építés ideje | Tervező                 | Megjegyzés | További képek a Wikimédia Commonson |
| --- | -------------------------------- | --------------- | ------------ | ----------------------- | ---------- | ----------------------------------- |
|     | 31. (Nyugati tér 6.-ként ismert) | bérház          | 1878 (?)     | Petschacher Gusztáv (?) |            |                                     |
|     | 32. (Nyugati tér 5.-ként ismert) | Hatschek-bérház | 1893         | Holub József            |            |                                     |

## Egyéb irodalom, hivatkozások
- Bolla Zoltán: Újlipótváros építészete 1861–1945. Budapest: Ariton Kft. 2019.  ISBN 9786150058528
- Déry Attila: Pest építészeti topográfiája II. V. kerület, Belváros – Lipótváros. Budapest, 2005.
- Nagykörút Portálprogram